# Дельпорт, Эжен Жозеф
| Открытые астероиды: 66 | Открытые астероиды: 66 |
| ---------------------- | ---------------------- |
| (1052) Бельгика        | 15 ноября 1925         |
| (1068) Нефертити       | 13 сентября 1926       |
| (1122) Нейт            | 17 сентября 1928       |
| (1124) Стробантия      | 6 октября 1928         |
| (1128) Астрид          | 10 марта 1929          |
| (1145) Робельмонт      | 3 февраля 1929         |
| (1168) Брандия         | 25 августа 1930        |
| (1170) Шива            | 29 сентября 1930       |
| (1176) Лусидор         | 15 ноября 1930         |
| (1199) Гельдония       | 14 сентября 1931       |
| (1217) Максимилиана    | 13 марта 1932          |
| (1221) Амур            | 12 марта 1932          |
| (1222) Тина            | 11 июня 1932           |
| (1239) Кетлета         | 4 октября 1932         |
| (1261) Легия           | 23 марта 1933          |
| (1274) Дельпортия      | 28 ноября 1932         |
| (1276) Укклия          | 24 января 1933         |
| (1280) Байода          | 18 августа 1933        |
| (1285) Жюльетта        | 21 августа 1933        |
| (1288) Санта           | 26 августа 1933        |
| (1290) Альбертина      | 21 августа 1933        |
| (1291) Фрина           | 15 сентября 1933       |
| (1293) Соня            | 26 сентября 1933       |
| (1294) Антверпия       | 24 октября 1933        |
| (1329) Элиана          | 23 марта 1933          |
| (1341) Эдмэ            | 27 января 1935         |
| (1350) Росселия        | 3 октября 1934         |
| (1361) Лейшнерия       | 30 августа 1935        |
| (1363) Герберта        | 30 августа 1935        |
| (1366) Пикколо         | 29 ноября 1932         |
| (1374) Изора           | 21 октября 1935        |
| (1375) Альфреда        | 22 октября 1935        |
| (1388) Афродита        | 24 сентября 1935       |
| (1401) Лавонна         | 22 октября 1935        |
| (1433) Жерамтина       | 30 октября 1937        |
| 1476 Cox               | 10 сентября 1936       |
| 1486 Marilyn           | 23 августа 1938        |
| 1491 Balduinus         | 23 февраля 1938        |
| 1493 Sigrid            | 26 августа 1938        |
| 1543 Bourgeois         | 21 сентября 1941       |
| 1560 Strattonia        | 3 декабря 1942         |
| 1664 Felix             | 4 февраля 1929         |
| 1672 Gezelle           | 29 января 1935         |
| 1698 Christophe        | 10 февраля 1934        |
| 1707 Chantal           | 8 сентября 1932        |
| 1711 Sandrine          | 29 января 1935         |
| 1722 Goffin            | 23 февраля 1938        |
| 1724 Vladimir          | 28 февраля 1932        |
| 1754 Cunningham        | 29 марта 1935          |
| 1848 Delvaux           | 18 августа 1933        |
| 1878 Hughes            | 18 августа 1933        |
| 1926 Demiddelaer       | 2 мая 1935             |
| (2101) Адонис          | 12 февраля 1936        |
| 2213 Meeus             | 24 сентября 1935       |
| 2276 Warck             | 18 августа 1933        |
| 2331 Parvulesco        | 12 марта 1936          |
| 2534 Houzeau           | 2 ноября 1931          |
| 2545 Verbiest          | 26 января 1933         |
| (2713) Люксембург      | 19 февраля 1938        |
| 2819 Ensor             | 20 октября 1933        |
| 2913 Horta             | 12 октября 1931        |
| 3534 Sax               | 15 декабря 1936        |
| 3567 Alvema            | 15 ноября 1930         |
| 3605 Davy              | 28 ноября 1932         |
| 6354 Vangelis          | 3 апреля 1934          |
| 7043 Godart            | 2 сентября 1934        |

Эже́н Жозе́ф Дельпо́рт (10 января 1882 — 19 октября 1955) — бельгийский астроном. Родился в Женапе (местечко в бельгийской провинции Брабант). В 1903 году окончил Брюссельский университет, впоследствии работал в Королевской обсерватории в Уккеле.
В общей сложности он обнаружил 66 астероидов. Из числа наиболее известных открытий можно назвать астероиды (1221) Амур и (2101) Адонис. Он обнаружил большое количество комет, включая периодическую комету дю Туа — Неуймина — Дельпорта. В 1930 Дельпорт установил границы между всеми созвездиями в небе вдоль вертикальных и горизонтальных линий прямого восхождения и склонения для эпохи B1875,0.
В честь него назван кратер Дельпорт на обратной стороне Луны (название утверждено Международным астрономическим союзом в 1979 г.). Его имя также увековечено в названии открытого им в 1932 г. астероида главного пояса (1274) Дельпортия (лат. Delportia). Астероид (1127) Мими, открытый в 1929 году бельгийским астрономом Сильвеном Ареном назван в честь жены Эжена Дельпорта. Астероид (1222) Тина назван в честь подруги астронома, которая сама была астрономом-любителем. Астероид (1285) Джульетта Дельпорт назвал в честь своей матери.